# Казе Скалпели (Пескара)
Казе Скалпели (итал. Case Scalpelli) је насеље у Италији у округу Пескара, региону Абруцо.
Према процени из 2011. у насељу је живело 13 становника. Насеље се налази на надморској висини од 612 м.